# هاريسون فورد
هاريسون فورد (بالإنجليزية: Harrison Ford)‏ من مواليد 13 يوليو 1942، هو ممثل ومنتج أمريكي. إكتسب شهرة عالمية بعد أداءه دور هان سولو في سلسلة ستار وورز وكذلك لدوره في سلسلة أفلام إنديانا جونز. كما عرف عنه أداءه شخصية ريك ديكارد في فيلم بليد رانر (1982) وكذلك دوره في فيلم الشاهد (1985) والذي رُشح بسببه لجائزة الأوسكار لأفضل ممثل.
إمتدت حياته المهنية ستة عقود وشملت أدوار في عدة أفلام، من بينهما: القيامة الآن (1979)، الهارب (1993)، سلاح الجو واحد (1997)، ما يكمن في الأسفل (2000). ستة من أفلامه أُدرجت ضمن السجل الوطني للفيلم وهي: زخرفة أمريكية (1973)، المحادثة (1974)، ستار وورز (1977)، الإمبراطورية تعيد الضربات (1980)، سارقو التابوت الضائع (1981)، وبليد رانر (1982).
في عام 1997 حصل فورد على المرتبة الأولى في قائمة «أفضل 100 نجم سينمائي على مر التاريخ» التي اصدرتها مجلة إمباير. بحلول 2016 بلغ إجمالي مبيعات تذاكر أفلام فورد أكثر من 4.7 مليار دولار أمريكي في الولايات المتحدة وحدها، مع أرباح عالمية تجاوزت 6 مليارات دولار، الأمر الذي جعل فورد صاحب أعلى إيرادات في مبيعات شباك التذاكر في الولايات المتحدة.

## نشأته
ولد فورد يوم 13 يوليو 1942 بمدينة شيكاغو، إلينوي، والده هو كريستوفر فورد (1906–1999)، مدير إعلانات وممثل سابق، وأمه دوروثي (1917–2004) ممثلة إذاعية سابقة. ولد شقيقه الأصغر تيرينس في عام 1954. والدا أبوه هما: جون فيتزجيرالد فورد (من أصل إيرلندي كاثوليكي) وفلورنس فيرونيكا نيهاوس (من أصل ألماني). بينما والدا أمه هما: هاري نيدلمان وآنا ليفشاتز كانا مهاجرين يهود من مينسك، روسيا البيضاء (كانت في ذلك الوقت جزءا من الإمبراطورية الروسية).
في عام 1960، تخرج فورد من ثانوية ماين إيست في بارك ريدج، إلينوي. وإلتحق بكلية ريبون في ويسكونسن حيث كان متخصصا في الفلسفة. درس صف الدراما في الربع الأخير من سنته لكي يتخطى خجله.

## بدايته المهنية
في عام 1964، بعد موسم من سمر ستوك مع بيلفراي بلايرز في ويسكونسن، سافر فورد إلى لوس أنجلوس لتقديم طلب للحصول على وظيفة في مجال البث الصوتي عبر الراديو. لم يحصل على ذلك، لكنه بقي في كاليفورنيا، ووقّع في نهاية المطاف عقدًا بقيمة 150 دولارًا في الأسبوع مع برنامج المواهب الجديد لشركة كولومبيا بيكتشرز، إذ لعب أدوارًا صغيرة في الأفلام. كان أول دور معروف له غيرَ مشهور كعامل في الفندق في فيلم ديد هيت أون ميري غو راوند (1966). لا يوجد سوى القليل من الأدوار غير الناطقة (أو «الإضافية») في الفيلم. كان فورد في أسفل قائمة التوظيف، بعد أن أساء إلى المنتِج جيري توكوفسكي إثر تأديته دور خادم فندق في الفيلم الرئيسي. أخبره توكوفسكي أن الممثل توني كرتيس أدى الدور مثل نجم سينمائي عندما أوصل كيسًا من البقالة. شعر فورد أن وظيفته تتمثل في تأدية الدور كأنه خادم فندق.
استمرت أدواره المتحدثة بعد ذلك مع لوف (1967)، على الرغم من أنه لا يزال غير معتمَد. حصل أخيرًا على لقب «هاريسون جي فورد» في ويسترن فيلم َأ تايم فور كيلينغ (1967)، من بطولة جلين فورد، وجورج هاميلتون، وإنجر ستيفينز، ولكن «جاي» لم يرمز إلى أي شيء، إذ لم يكن له اسم أوسط. أُضيف لتجنب الخلط مع ممثل فيلم صامت يدعى هاريسون فورد، الذي ظهر في أكثر من 80 فيلمًا بين عامي 1915 و1932، وتوفي في عام 1957. قال فورد في ما بعد إنه لم يكن على علم بوجود الممثل السابق حتى جاء على نجمة تحمل اسمه الخاص على ممر الشهرة في هوليوود. سرعان ما تخلى فورد عن الرمز «جاي» وعمل في استديوهات يونيفرسال، حيث لعب أدوارًا صغيرة في العديد من المسلسلات التلفزيونية في أواخر الستينيات وأوائل السبعينيات، بما في ذلك غان سموك، وأيرون سايد، وذا فيرجينيان، وذا إف بي آي، ولاف، أميريكان ستايل (الحب، النمط الأمريكي)، وكونغ فو. ظهر في ويسترن فيلم جيرني تو شيلوه (1968)، وكان له دور غير معتمد وغير متحدث في فيلم زابريسكي بوينت (1970) بدور مايكل أنجلو أنطونيوني الطالب المتظاهر الذي اعتُقل. اختار المخرج الفرنسي جاك ديمي، فورد عن دوره القيادي في فيلمه الأمريكي الأول، موديل شوب (1969)، لكن رئيس شركة كولومبيا بيكتشرز يعتقد أن فورد «ليس له مستقبل» في مجال السينما، وأمر ديمي بتوظيف ممثل أكثر خبرة. ذهب الدور في النهاية إلى جاري لوكوود. علق فورد في ما بعد أن التجربة كانت إيجابية على الرغم من ذلك، لأن ديمي كان أول من أظهر هذا الإيمان به.
لم يكن فورد سعيدًا بالأدوار التي قُدمت له، لذلك أصبح نجارًا محترفًا، وتعلم هذه المهنة بنفسه لدعم زوجته وولديه الصغيرين آنذاك. أيّد المخرج السينمائي والمنتج الحديث فريد روس، الشاب فورد وأمّن له اختبارًا مع جورج لوكاس عن دور بوب فلافا، والذي استمر فورد في لعبه في فيلم أميريكان غرافيتي (زخرفة أمريكية) (1973). أثرت علاقة فورد مع لوكاس بشكل كبير على حياته المهنية في وقت لاحق. بعد نجاح فيلم المخرج فرانسيس فورد كوبولا ذا غاد فاذر (العراب)، استأجر فورد لتوسيع مكانته ومنحه أدوارًا صغيرة في فيلميه التاليين، ذا كونفيرزيشن (المحادثة) (1974)، وأبوكليبس ناو (القيامة الآن) (1979)؛ في الفيلم الأخير، لعب فورد دور ضابط في الجيش يدعى «جي لوكاس».

## الحياة الشخصية

### الزواج والعائلة

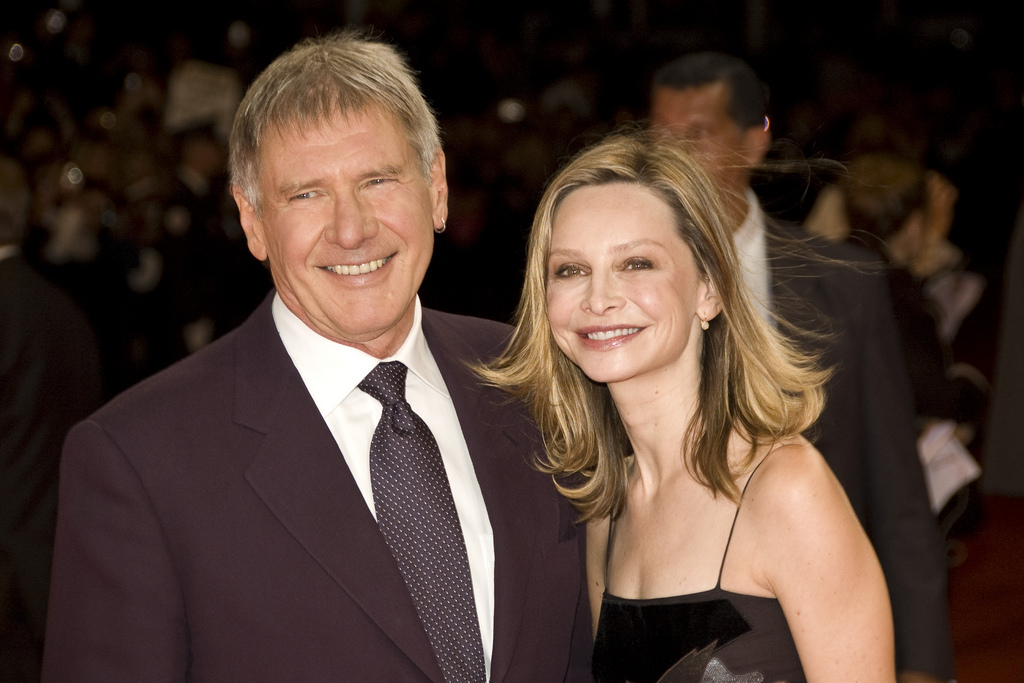
فورد وزوجته الثالثة، الممثلة كاليستا فلوكهارت في مهرجان دوفيل السينمائي عام 2009.

زوجته الأولى هي ماري ماركوارت، تزوجها عام 1964 وتطلقا عام 1979، ولديهما إبنان: بنجامين (ولد عام 1967) وويلارد. زوجته الثانية كاتبة السيناريو ميليسا ماثيسون تزوجها في مارس 1983 وتطلقا في أغسطس 2001، وأنجبت له طفلان: مالكولم وجورجيا (مواليد 1990).
بدأ فورد مواعدة الممثلة كاليستا فلوكهارت بعد لقائهما في حفل غولدن غلوب عام 2002. طلب فورد يدها للزواج في عام 2009. وتزوجا في 15 يونيو 2010، ولديهما ابن بالتبني يدعى ليام (ولد عام 2001).
فورد لديه ثلاثة أحفاد هم: إليل (ولد عام 1993)، إيثان (2000)، ووايلون (2010). إبنه بنجامين يعمل طاه ويملك مطعما، بينما إبنه ويلارد يملك صالة رياضة ويملك أيضا شركة ملابس.

### الطيران
فورد هو طيار خاص لكلا من طائرات هيليكوبتر والطائرات ثابتة الجناحين.
في يوم 5 مارس 2015، هبطت طائرة فورد بشكل اضطراري على ملعب غولف في فينسيا، كاليفورنيا وكان فورد قد أعلن لاسلكيا أن طائرته تعرضت لعطل في المحرك. أُدخل بعدها إلى المستشفى وعانى من كسر في الحوض والكاحل، فضلا عن إصابات أخرى.

## أعماله المختارة
| السنة | العنوان                                            | العنوان                                            | الدور                 |
| السنة | بالإنجليزية                                        | بالعربية                                           | الدور                 |
| ----- | -------------------------------------------------- | -------------------------------------------------- | --------------------- |
| 1973  | زخرفة أمريكية (فيلم)                               | زخرفة أمريكية                                      | بوب فالفا             |
| 1974  | المحادثة (فيلم 1974)                               | المحادثة                                           | مارتن ستات            |
| 1977  | حرب النجوم (فيلم)                                  | حرب النجوم                                         | هان سولو              |
| 1979  | القيامة الآن (فيلم)                                | القيامة الآن                                       | العقيد جورج لوكاس     |
| 1980  | حرب النجوم الجزء الخامس: الإمبراطورية تعيد الضربات | حرب النجوم الجزء الخامس: الإمبراطورية تعيد الضربات | هان سولو              |
| 1981  | سارقو التابوت الضائع (فيلم)                        | سارقو التابوت الضائع                               | إنديانا جونز          |
| 1982  | بليد رانر                                          | بليد رانر                                          | ريك ديكارد            |
| 1983  | حرب النجوم الجزء السادس: عودة الجيداي              | حرب النجوم الجزء السادس: عودة الجيداي              | هان سولو              |
| 1984  | إنديانا جونز ومعبد الهلاك                          | إنديانا جونز ومعبد الهلاك                          | إنديانا جونز          |
| 1985  | الشاهد (فيلم 1985)                                 | الشاهد                                             | جون بوك               |
| 1988  | الفتاة العاملة (فيلم)                              | الفتاة العاملة                                     | جاك تراينر            |
| 1989  | إنديانا جونز والحملة الأخيرة                       | إنديانا جونز والحملة الأخيرة                       | إنديانا جونز          |
| 1993  | الهارب (فيلم)                                      | الهارب                                             | الدكتور ريتشارد كيمبل |
| 1997  | سلاح الجو واحد (فيلم)                              | سلاح الجو واحد                                     | جيمس مارشال           |
| 2000  | ما يكمن في الأسفل                                  | ما يكمن في الأسفل                                  | الدكتور نورمان سبينسر |
| 2002  | كا-19 صانعة الأرامل                                | كا-19 صانعة الأرامل                                | أليكسي فوستريكوف      |
| 2008  | إنديانا جونز ومملكة الجمجمة الكريستالية            | إنديانا جونز ومملكة الجمجمة الكريستالية            | إنديانا جونز          |
| 2013  | 42                                                 | 42                                                 | برانش ريكي            |
| 2013  | بارانويا (فيلم 2013)                               | بارانويا                                           | أوغستين "جوك" غودارد  |
| 2013  | Ender's Game                                       | لعبة إندر                                          | هيروم غراف            |
| 2014  | المرتزقة 3                                         | المرتزقة 3                                         | ماكس درامر            |
| 2015  | حرب النجوم: القوة تنهض                             | حرب النجوم: القوة تنهض                             | هان سولو              |
| 2017  | بليد رانر 2049                                     | بليد رانر 2049                                     | ريك ديكارد            |
| 2020  | The Call of the Wild                               | نداء البرية                                        | جون ثورنتون           |

## روابط خارجية
- هاريسون فورد على موقع IMDb (الإنجليزية)
- هاريسون فورد على موقع ميتاكريتيك (الإنجليزية)
- هاريسون فورد على موقع الموسوعة البريطانية (الإنجليزية)
- هاريسون فورد على موقع روتن توميتوز (الإنجليزية)
- هاريسون فورد على موقع مونزينجر (الألمانية)
- هاريسون فورد على موقع قاعدة بيانات الأفلام العربية
- هاريسون فورد على موقع ألو سيني (الفرنسية)
- هاريسون فورد على موقع تيرنر كلاسيك موفيز (الإنجليزية)
- هاريسون فورد على موقع أول موفي (الإنجليزية)
- هاريسون فورد على موقع بوكس أوفيس موجو (الإنجليزية)